# Wolf's Rain
Wolf's Rain (ウルフズ・レイン Urufuzu Rein?) este o serie anime din Japonia.
Acțiunea are loc într-o perioadă post-apocaliptică în care lumea a fost devastată. Există o legendă în "Cartea Lunii" care spune că lupii sunt ființe mistice care au venit din Paradis la începutul timpurilor și care se vor întoarce acolo la sfârșitul lumii. Întâi ei vor trebui să caute Fecioara din Flori, o ființă creată din esența florilor lunii, care să-i ghideze înspre Rai. Această legendă este însă aproape uitată deoarece se crede că lupii au fost vânați până la dispariție în urmă cu aproape 200 de ani. Însă niște lupi au găsit o cale de a supraviețui co-existând cu oamenii și integrându-se în societate, având o înfățișare umană iluzorie. 